# Witkowice (województwo małopolskie)
Witkowice (w średniowieczu niem. Moosgrund) – wieś sołecka w Polsce położona w województwie małopolskim, w powiecie oświęcimskim, w gminie Kęty. Witkowice liczą 2267 mieszkańców (stan na 31 marca 2013 roku), sołectwo zajmuje 11,54 km² powierzchni.
Na terenie wsi działalność duszpasterską prowadzi Kościół Rzymskokatolicki (parafia Świętego Michała Archanioła).

## Części wsi
| SIMC    | Nazwa                                   | Rodzaj     |
| ------- | --------------------------------------- | ---------- |
| 0057537 | Dół (też Witkowice Dolne, na północy)   | część wsi  |
| 0057543 | Góra (też Witkowice Górne, na południu) | część wsi  |
| 0057566 | Kanada                                  | przysiółek |
| 0057595 | Pod Kogutem                             | przysiółek |

## Historia
Historycznie wieś jest częścią powstałego około 1315 księstwa oświęcimskiego. Miejscowość została po raz pierwszy wzmiankowana w spisie świętopietrza parafii dekanatu Oświęcim diecezji krakowskiej z 1326 pod dwiema nazwami: Mosgront seu [lub] Witowicz. Niemiecka nazwa Mosgrunt dominowała w kolejnych spisach parafii z roku 1335 i z lat 1346–1358. Stąd niektórzy niemieccy badacze zaliczali wieś do bielskiej wyspy językowej. W okresie późniejszym wzmiankowano przede wszystkim nazwę polską. Nazwę miejscowości w zlatynizowanych staropolskich formach Wythkowicze villa oraz Withkowicze wymienia w latach (1470-1480) Jan Długosz w księdze Liber beneficiorum dioecesis Cracoviensis. W tym czasie wieś miała sześciu dziedziców, ale tylko dwie posiadłości szlacheckie. Długosz wymienia miejscowość w Liber beneficiorum dwukrotnie. Za drugim razem notując ją jako wieś opuszczoną, posiadającą jednak kościół parafialny.
W dokumencie sprzedaży księstwa oświęcimskiego Koronie Polskiej przez Jana IV oświęcimskiego wystawionym 21 lutego 1457 miejscowość wymieniona została jako Withkowicze.
W 1564 roku wraz z całym księstwem oświęcimskim i zatorskim tereny te znajdowały się w granicach Korony Królestwa Polskiego w województwie krakowskim w powiecie śląskim. Po unii lubelskiej w 1569 księstwo Oświęcimia i Zatora stało się częścią Rzeczypospolitej Obojga Narodów w granicach, której pozostawało do I rozbioru Polski w 1772.
W 1581 roku dokumenty podatkowe zanotowały dwóch braci Witkowskich - Kaspra oraz Stanisława, którzy posiadali 2 łany kmiece i płacili 23 półłanków kmiecych. We wsi było również 7 zagrodników z rolą, 3 zagrodników bez roli, 9 komorników z bydłem, 13 komorników bez bydła, a 2 łany pól pozostawały puste.
Na podstawie zachowanych aktów wizytacji biskupa Stanisława Łubieńskiego ustalono, że wcześniej ustanowiona parafia katolicka upadła w XVI wieku i na nowo została erygowana w roku 1624, kiedy Samuel Stojowski wzniósł kościół drewniany. Przejęli go bardzo liczni w okolicy kalwini. W 1784 roku właścicielem miejscowości był szlachcic i właściciel ziemski Gronowski z Gronowa.
Po rozbiorach Polski wieś znalazła się w zaborze austriackim. W XIX wieku wymienia ją Słownik geograficzny Królestwa Polskiego jako miejscowość leżącą w powiecie bialskim w Królestwie Galicji i Lodomerii. Pod koniec XIX wieku w miejscowości było 175 domów, w których mieszkało 1071 mieszkańców w tym 504 mężczyzn oraz 567 kobiet. 1034 osoby wyznawały katolicyzm, a 37 judaizm. Wieś dzieliła się na dwie części – dworską i wiejską. Liczyła w sumie 853 morg roli, 22 morgi łąk i ogrodów, 87 morgi pastwisk oraz 183 morgi lasu. Największą posiadłość w miejscowości miał Antoni Śmiałowski, który posiadał trzy folwarki obejmujące w sumie 476 morg roli, 17 morg łąk, 49 morg pastwisk, 164 morgi lasu, 45 morg stawów i moczarów, 8 morg nieużytków, a także 1 morga oraz 31 sążni parceli budowlanych. We wsi znajdowała się w tym czasie także szkoła ludowa.
W latach 1975–1998 miejscowość należała administracyjnie do województwa bielskiego.

## Związani z miejscowością
W 1884 w Witkowicach urodził się późniejszy duchowny rzymskokatolicki Stanisław Domasik.
W 1976 urodził się tu Andrzej Bizoń (zm. 2020) – polski aktor, model, Mister Poland 2000.